# Violverbena
Violverbena (Verbena rigida) är en verbenaväxtart som beskrevs av Spreng.. Violverbena ingår i släktet verbenor, och familjen verbenaväxter. Inga underarter finns listade i Catalogue of Life.